# Wallace (Virginia Occidental)
Wallace es un lugar designado por el censo ubicado en el condado de Harrison en el estado estadounidense de Virginia Occidental. En el Censo de 2020 tenía una población de 201 habitantes y una densidad poblacional de 54,77 habitantes por km². Fue incluido como CDP en el censo de 2020.

## Geografía
Wallace se encuentra ubicado en las coordenadas 39°24′34″N 80°29′23″O / 39.40944, -80.48972. Según la Oficina del Censo de los Estados Unidos, tiene una superficie total de 3,67 km², todos correspondientes  a tierra firme.